# コッベン級潜水艦
コッベン級潜水艦（コッベンきゅうせんすいかん、Kobben-klassen undervannsbåter）は、ノルウェー海軍の哨戒潜水艦。旧西ドイツ海軍の205型潜水艦の準同型艦で、建造所での型式は207型潜水艦（207がたせんすいかん）。

## 歴史
1960年代初め、ノルウェー海軍は近代化を図ろうとしており、潜水艦隊もまた例外ではなかった。第二次世界大戦終結後、ノルウェー海軍は、大型の外洋型潜水艦よりも、沿岸作戦により適した潜水艦を求めていた。そのために求められる新型の潜水艦はどちらかと言えば小型のものであり、他のNATO諸国の潜水艦は適したものではなかった。その中で、選択肢として残ることが出来たのがドイツ製の205型潜水艦であり、207型の型式名のもと、1964年から1967年にかけて15隻が調達された。
1985年から1993年にかけて、6隻が艦齢延長工事および近代化改修を受けた。また、同じ期間に4隻がデンマークに売却され、トゥームレン級（Tumleren class）と呼ばれた。売却された4隻のうち、3隻が再就役、残る1隻は部品取り用に保管された。
2001年、コッベン級はノルウェー海軍での役務からは完全に退き、後継のウーラ級と交代した。退役した艦のうち、5隻はポーランドに譲渡され、4隻が再就役し、1隻は部品取り用に保管されている。引渡しに先立って、ポーランド海軍の乗員は、ノルウェー海軍で訓練を受け、艦もオーバーホールを施された。
2004年中には、デンマーク海軍で現役にとどまっていた4隻も解役された。解役された4隻はモスボール保管され、2005年現在、解体処分されるかもしくは他国へ売却されるかの決定を待っている。

## 同型艦
全艦西ドイツのノルトゼーヴェルケ社で建造された。
| ノルウェー海軍 | ノルウェー海軍                 | ノルウェー海軍  | ノルウェー海軍  | ノルウェー海軍  | ノルウェー海軍 | 退役/再就役後                                                                       | 退役/再就役後                                                                       | 退役/再就役後                                                                       | 退役/再就役後                                                                       | 退役/再就役後                                                                       | 退役/再就役後 |
| 艦籍番号       | 艦名                           | 起工            | 進水            | 就役            | 退役           | 再就役先                                                                            | 艦籍番号                                                                            | 艦名                                                                                | 就役                                                                                | 退役                                                                                |               |
| -------------- | ------------------------------ | --------------- | --------------- | --------------- | -------------- | ----------------------------------------------------------------------------------- | ----------------------------------------------------------------------------------- | ----------------------------------------------------------------------------------- | ----------------------------------------------------------------------------------- | ----------------------------------------------------------------------------------- | ------------- |
| S-315          | カウラ (HNoMS Kaura)           | 1964年 5月19日  | 1964年 10月16日 | 1965年 2月5日   |                | 1991年、デンマークに部品取り用として売却。                                          | 1991年、デンマークに部品取り用として売却。                                          | 1991年、デンマークに部品取り用として売却。                                          | 1991年、デンマークに部品取り用として売却。                                          | 1991年、デンマークに部品取り用として売却。                                          |               |
| S-316          | キン (HNoMS Kinn)              | 1963年 2月      | 1963年 11月30日 | 1964年 4月8日   |                | 1990年、ビョルナ (Bjørna) ・フィヨルドにて、海没処分。                              | 1990年、ビョルナ (Bjørna) ・フィヨルドにて、海没処分。                              | 1990年、ビョルナ (Bjørna) ・フィヨルドにて、海没処分。                              | 1990年、ビョルナ (Bjørna) ・フィヨルドにて、海没処分。                              | 1990年、ビョルナ (Bjørna) ・フィヨルドにて、海没処分。                              |               |
| S-317          | キヤ (HNoMS Kya)               | 1963年 6月25日  | 1964年 2月20日  | 1964年 6月15日  |                | デンマーク海軍                                                                      | S324                                                                                | Springeren HDMS Springeren                                                          | 1991年 10月17日                                                                     |                                                                                     |               |
| S-318          | コッベン (HNoMS Kobben)        | 1963年 12月9日  | 1964年 4月25日  | 1964年 8月15日  |                | 2001年、ポーランドに部品取り用として譲渡。                                          | 2001年、ポーランドに部品取り用として譲渡。                                          | 2001年、ポーランドに部品取り用として譲渡。                                          | 2001年、ポーランドに部品取り用として譲渡。                                          | 2001年、ポーランドに部品取り用として譲渡。                                          |               |
| S-319          | クンナ (HNoMS Kunna)           | 1964年 3月3日   | 1964年 6月16日  | 1964年 10月29日 |                | ポーランド海軍                                                                      | 297                                                                                 | コンドル ORP Kondor                                                                 | 2004年 10月20日                                                                     | 2017年 12月20日                                                                     |               |
| S-300          | ウラ (HNoMS Ula)               | 1964年 8月21日  | 1964年 12月19日 | 1965年 5月7日   |                | 1987年3月12日、ヒン (Kinn、S-316) に改名。 1998年、解体処分。                       | 1987年3月12日、ヒン (Kinn、S-316) に改名。 1998年、解体処分。                       | 1987年3月12日、ヒン (Kinn、S-316) に改名。 1998年、解体処分。                       | 1987年3月12日、ヒン (Kinn、S-316) に改名。 1998年、解体処分。                       | 1987年3月12日、ヒン (Kinn、S-316) に改名。 1998年、解体処分。                       |               |
| S-301          | ウトシラ (HNoMS Utsira)        | 1964年 10月31日 | 1965年 3月11日  | 1965年 7月8日   |                | 1998年、解体処分。                                                                  | 1998年、解体処分。                                                                  | 1998年、解体処分。                                                                  | 1998年、解体処分。                                                                  | 1998年、解体処分。                                                                  |               |
| S-302          | ウトシュタイン (HNoMS Utstein) | 1965年 1月8日   | 1965年 5月19日  | 1965年 9月15日  |                | 1998年、王立ノルウェー海軍博物館 (Royal Norwegian navy museum) に展示艦として収蔵。 | 1998年、王立ノルウェー海軍博物館 (Royal Norwegian navy museum) に展示艦として収蔵。 | 1998年、王立ノルウェー海軍博物館 (Royal Norwegian navy museum) に展示艦として収蔵。 | 1998年、王立ノルウェー海軍博物館 (Royal Norwegian navy museum) に展示艦として収蔵。 | 1998年、王立ノルウェー海軍博物館 (Royal Norwegian navy museum) に展示艦として収蔵。 |               |
| S-303          | ウトヴァール (HNoMS Utvær)     | 1965年 3月24日  | 1965年 7月30日  | 1965年 12月1日  |                | デンマーク海軍                                                                      | S322                                                                                | トゥームレン HDMS Tumleren                                                          | 1989年 10月20日                                                                     |                                                                                     |               |
| S-304          | ウトハウク (HNoMS Uthaug)      | 1965年 5月31日  | 1965年 10月3日  | 1966年 2月16日  |                | デンマーク海軍                                                                      | S323                                                                                | セーレン HDMS Sælen                                                                 | 1990年 10月10日                                                                     |                                                                                     |               |
| S-305          | スクリナ (HNoMS Sklinna)       | 1965年 8月17日  | 1966年 1月21日  | 1966年 5月27日  |                | 1989年、近代化改修および艦齢延長工事。 2001年、解体処分。                           | 1989年、近代化改修および艦齢延長工事。 2001年、解体処分。                           | 1989年、近代化改修および艦齢延長工事。 2001年、解体処分。                           | 1989年、近代化改修および艦齢延長工事。 2001年、解体処分。                           | 1989年、近代化改修および艦齢延長工事。 2001年、解体処分。                           |               |
| S-306          | スコルペン (HNoMS Skolpen)     | 1965年 11月1日  | 1966年 3月24日  | 1966年 8月17日  |                | ポーランド海軍                                                                      | 295                                                                                 | センプ ORP Sęp                                                                      | 2002年 8月16日                                                                      |                                                                                     |               |
| S-307          | シュタート (HNoMS Stadt)       | 1966年 2月1日   | 1966年 7月10日  | 1966年 11月15日 |                | 1989年、解体処分。                                                                  | 1989年、解体処分。                                                                  | 1989年、解体処分。                                                                  | 1989年、解体処分。                                                                  | 1989年、解体処分。                                                                  |               |
| S-308          | シュトルド (HNoMS Stord)       | 1966年 4月1日   | 1966年 9月2日   | 1967年 2月14日  |                | ポーランド海軍                                                                      | 294                                                                                 | ソクウ ORP Sokół                                                                    | 2002年 6月4日                                                                       | 2018年 6月8日                                                                       |               |
| S-309          | スヴェンナー (HNoMS Svenner)   | 1966年 9月8日   | 1967年 1月27日  | 1967年 6月12日  |                | ポーランド海軍                                                                      | 296                                                                                 | ビェリク ORP Bielik                                                                 | 2003年 9月8日                                                                       |                                                                                     |               |